# Synkopy 61
A Synkopy 61 (1980 után csak Synkopy) egy cseh rockegyüttes, mely 1960-ban alakult Brnóban. A zenekar 1990-ben feloszlott, azonban 1995-ben újraalakult.

## Tagok
- Petr Směja - ének, gitár (1960-81, 1995-től)
- Jiří Rybář - dob
- Pavel Pokorný - hegedű, gitár, vokál (1960-66, 1968-87, 1995-2006, 2011-től)
- Miloš Orság - accordion (1960-64)
- Petr Fischer - klarinét (1960-64)
- Jan Čarvaš - basszus, vokál (1961-81)
- Pavel Smílek - billentyűsök (1961-66)
- Antonín Smílek - gitár (1964)
- Michal Gärtner - vokál (1964)
- Alice Gärtnerová - vokál (1964)
- Pavel Váně - vokál, gitár (1966-68)
- Michal Polák - ének, gitár (1966-79, 1995-től)
- Oldřich Veselý - billentyűsök, vokál (1973-75, 1980-90)
- Vratislav Lukáš - vokál, cselló, gitár, billentyűsök (1979-84)
- Emil Kopřiva - gitár (1981-83)
- Miloš Makovský - gitár (1983-86)
- Vilém Majtner - vokál, basszus, gitár (1984-90)
- Miloš Morávek (gitár, 1988-90)
- Jan Korbička - billentyűsök (2006-tól)

## Lemezeik

### Nagylemezek
- Synkopy (1968)
- Xantipa (1974, LP)
- Formule 1 (1975, MP)
- Sluneční hodiny (1981)
- Křídlení (1983)
- Flying Time (a Křídlení angol verziója, 1986)
- Zrcadla (1985)
- Dlouhá noc (1990)

### Kislemezek
- Valka je vul (1968)
- Suita pro J. S. Bacha (EP, 1968)
- Mel jsem rad tvou penezenku… (EP, 1968)
- Buh lenosti / Casanova (1969)
- Ja slysim muzy / Byl jednou jeden kral (1970)
- Festival (1972)
- Robinson / Park (1973)

## Külső hivatkozások
- Archiválva 2008. október 19-i dátummal a Wayback Machine-ben